# Пальмський собор
Пальмський собор або Собор святої Марії (ісп. Catedral-Basílica de Santa María de Palma de Mallorca) — кафедральний собор єпархії Майорки, розташований у місті Пальма, адміністративному центрі Балеарських островів (Іспанія). Інша назва собору La Seu, або Sa Seu, — «Єпископство».
Розташований у південній частині міста неподалік від узбережжя поруч Королівського палацу Альмудайна та Морського парку. Кафедральний собор закладений королем Хайме I Арагонським на місці мечеті Медіна Маюрки. Будівництво собору було завершено в 1587 році, але потім він багато разів перебудовувався, на початку XX століття його інтер'єри переробив Антоніо Гауді. Будівля собору височіє над старою гаванню Пальми.
В ансамблі особливо виділяється один з найширших у світі нефів; велике вікно-троянда над головним вівтарем, що нагадує око; каплиця Трійці, в якій покоїться прах королів Майорки Хайме II і Хайме III; Королівська каплиця, відновлена в 1904–1914 роках Антоніо Гауді; балдахін над вівтарем, також творіння Гауді.
У старій будівлі капітулу розташований Музей собору, одним з найважливіших експонатів якого є ковчег Істинного Хреста (XV ст.), інкрустований дорогоцінним камінням і металами. Дзвіниця — одна з найстаріших споруд собору, вона відноситься до 1389 року. У соборі встановлений орган з неоготичним корпусом (1795; відреставрований 1993)

## Історія
Будівництво собору Ла Сеу почалося в 1230 році за вказівкою короля Арагона Хайме I, на місці колишньої мечеті, незабаром після захоплення Майорки арагонцями. Продовжено воно було за його сина, короля Мальорки Хайме II, і в 1302 році було закладено основну будівлю собору. Вона повинна була служити також як усипальниця майорканських королів — у соборі покоїться прах Хайме II і Хайме III.
Будівництво було в основному завершено до 1587, в 1601 році був закінчений головний портал. У 1882 році були розпочаті роботи на головному фасаді собору, закінчені вже на початку ХХ століття. Великий орган був створений мальоркцем Габріелем Томасом наприкінці XVIII століття (реставрований в 1993 році).
Будівля збудована з маресу — майорканського вапнякового пісковика.

## Портали
Кафедральний собор має три портали.

### Портал Мірадор
Портал Мірадор, назва якого походить від слова, що означає «оглядовий майданчик», розташований у південній стороні і виходить на море. Раніше він називався — «портал Апостолів». Зображення Діви Марії на середнику є копією з оригіналу XIV століття, який зберігається усередині собору. Будівництво порталу велось впродовж довгих років під керівництвом архітектора Гільєма Сагрери (бл. 1380–1454).

### Головний портал

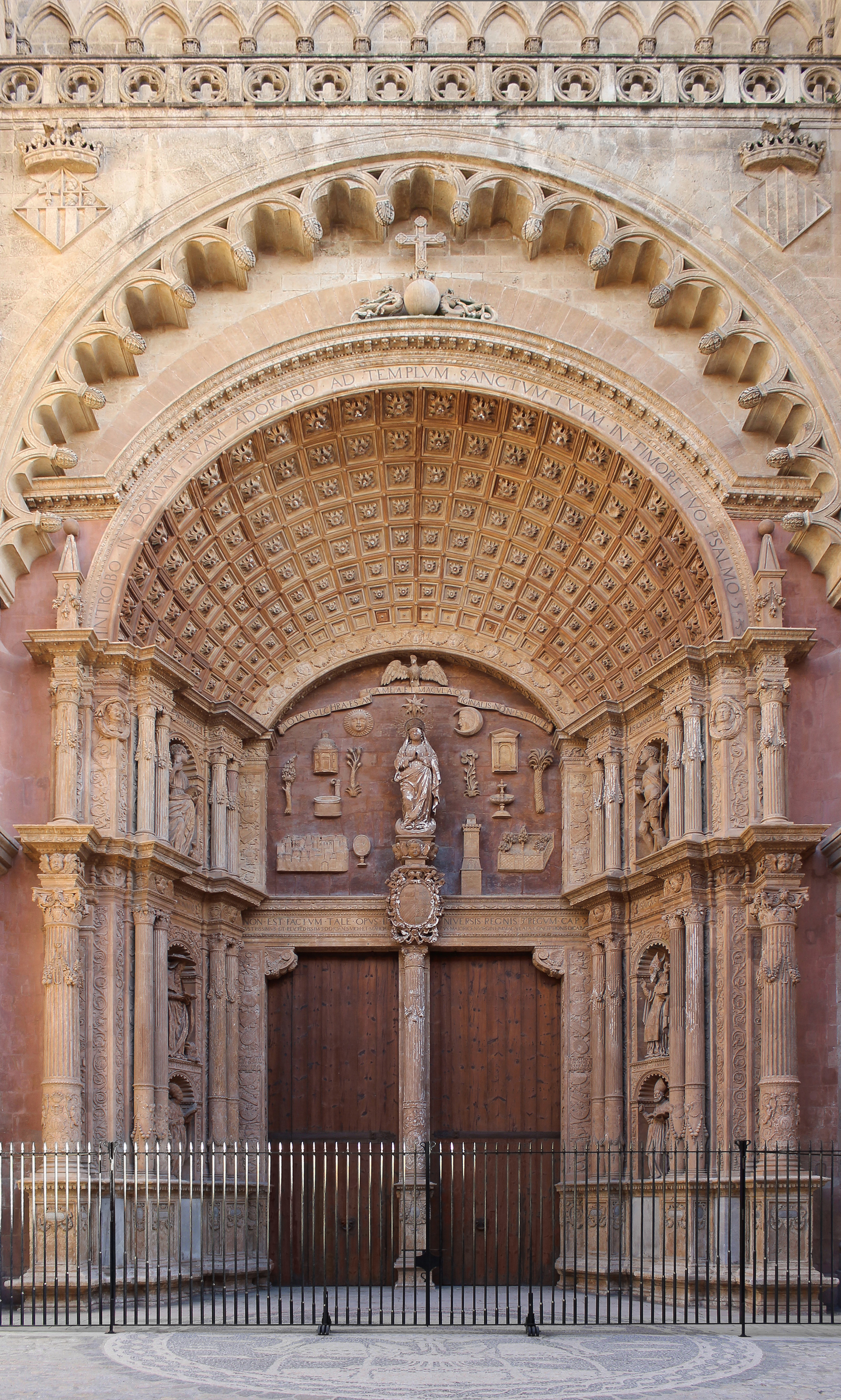
Головний портал (1601)

Головний портал розташований у західній частині собору і виходить навпроти палацу Альмудайна. Портал став останнім етапом у будівництві собору, яке завершилось у 1601 році. Основна роль тут відводиться зображенню Непорочного зачаття, оточеному п'ятнадцятьма символами жіночності, що характеризують Пресвяту Діву Марію. Окрім цього тут присутні скульптури святих Івана Хрестителя і Івана Богослова, і четверо святих отців західної Церкви.
Інша частина фасаду була створена значно пізніше (у 2-й половині XIX століття), коли виникла небезпека обвалення порталу. На фронтоні, у найвищій його частині, знаходиться скульптура, що зображує Діву Марію (3,55 м), якій і присвячений кафедральний собор.
На центральних вежах, на середині висоти, були встановлені фігури апостолів Петра і Павла, а на малих вежах зображені Каталіна Томас (1533–1574) і блаженний Раймунд Луллій (бл. 1235–1315), уродженці Майорки.
Гауді розстелив тут на підлозі своєрідний кам'яний килим, на якому згадується 41-й псалом: «ми йдемо у храм Божий так само, як спрагла лань шукає джерела води».

### Портал Альмойна
Портал Альмойна розташований у північній частині собору, а його назва походить від сусіднього дому Призріння. Дім був зведений у 1529 році для допомоги бідним, він ж дав первісну назву площі, яка у 2010 році була перейменована у Пласа-де-ла-Сеу (Соборна площа). Як і в інших порталах зображення Пресвятої Діви Марії, яка відкриває врата на Небеса.
Віруючі зазвичай потрапляють у храм через цей портал.

## Екстер'єр

### Дім Призріння
Дім Призріння (Каса-де-л'Альмойна) був зведений у 1529 році для допомоги бідним і примикає до північної частини собору. Всередині будинку на першому поверсі знаходяться два фламандські гобелени XVI століття, які входять до колекції, що складається з 13 гобеленів. Всі вони, окрім одного, присвячені біблійським сюжетам. Інші гобелени знаходяться усередині, в основному на стінах пресбітерія. На верхньому поверсі розміщується Архів капітула, де зберігаються документи, що датуються починаючи з XIII століття.

### Дзвіниця
Дзвіниця є однією з найстаріших споруд собору, вона відноситься до 1389 року. Висота дзвіниці сягає 47,8 м і вона має дев'ять дзвонів. П'ять з них утворюють готичний ансамбль, який вважається найкращим в Європі. Найбільший дзвін «н'Елой» має вагу 4 517 кг.

### Музеї. Три зали

#### Червона ризниця

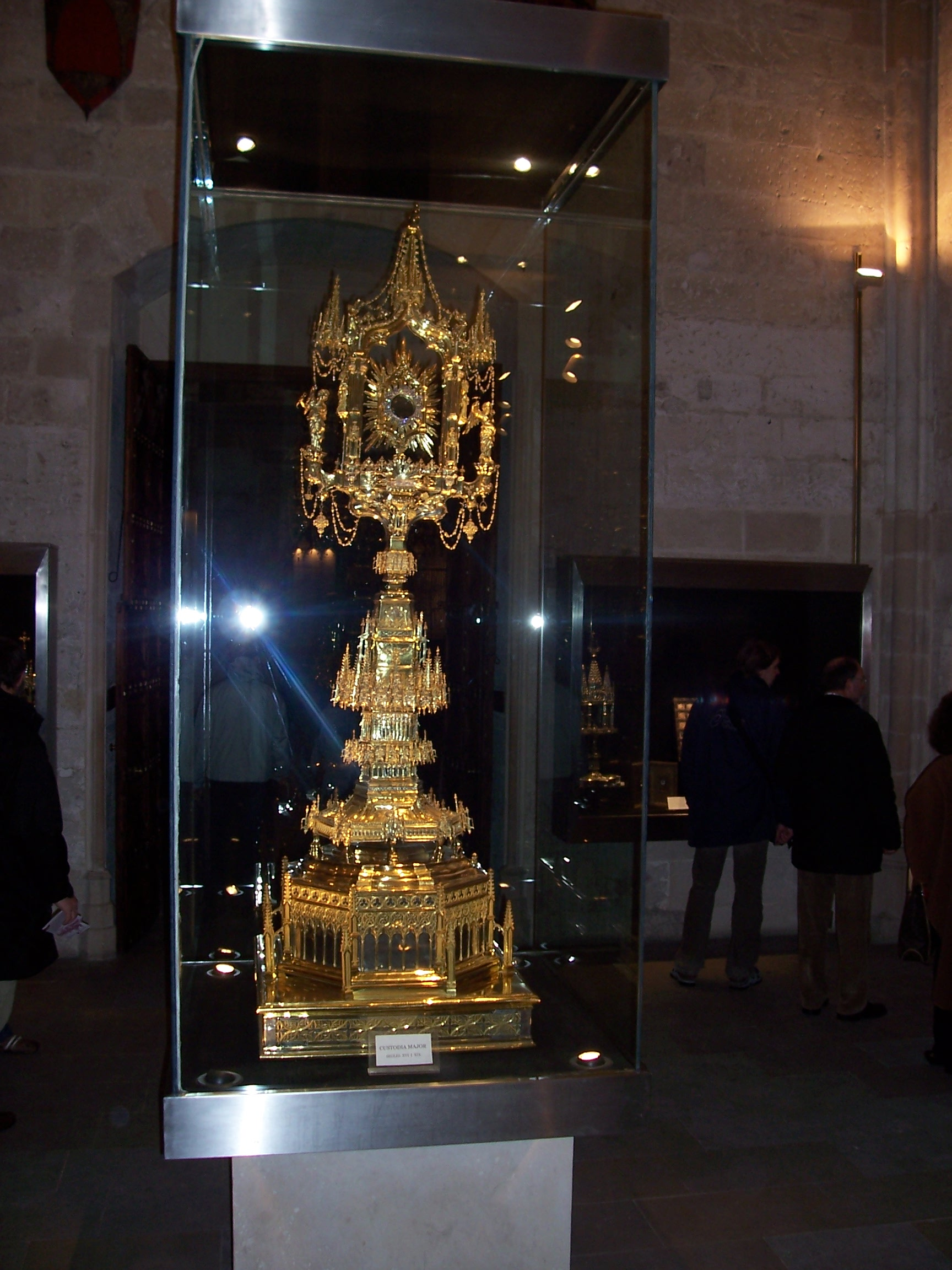
Дарохранительниця (1585; перероблена 1830)

Назва ризниці походить від того, що тут переодягались служки, які вдягали сутану червоного кольору. Нині так одягаються послушники кафедрального собору. Ризниця розташована у нижьому поверсі вежі дзвіниці. У її центрі знаходиться дарохранильниця з позолоченого срібла, яка була створена у 1585 році і перероблена у 1830 році. Її виносять під час щорічної процесії на свято Тіла Христового.
Праворуч знаходиться оригінальне зображення Діви Марії з немовлям, перенесене сюди з порталу Мірадор. Тут також знаходиться вітраж, виконаний німецьким майстром Нільсом Бурвіцем (нар. 1940). Унікальний ансамбль являють собою ріммоніми, які слугували для прикрашення сувоїв Тори у синагозі Каммарата (Сицилія). Привертає увагу переносний вівтар Хайме І у вигляді книги, усередині якого знаходяться реліквії.

#### Готичний зал капітула
У центрі готичного капітула (датується 1433 роком) розташована гробниця єпископа Жиля Санчеса Муньйоса (1369–1447), який був антипапою під ім'ям Клемента VIII, а потім єпископом Мальорки (1429–1447).
Тут зберігається колеція творів готичного живопису. Найбільше виділяються три роботи, що пов'язані з історією Мальорки. Вони розташовані поруч порталу, який слугує входом до храму. Над притолокою знаходиться «Табла де л'Альмойна», на якій зображений Ісус Христос, що сидить разом з чотирма жебраками і говорить двом священикам, що все зроблене ними дла найбідніших, зроблене для них Нього.
Ліворуч розташовані дві картини майстра з Монті-Сіона, присвячених темі повені у Пальмі (1403), в результаті якої загинуло близько 5 000 осіб. Вони називаються «Кальварія» і «Милостива Богородиця» (або «Покров Богородиці»).